# Balthasar Denner
Pour les articles homonymes, voir Denner.
Balthasar Denner (15 novembre 1685 à Hambourg – 14 avril 1749 à Rostock) est un peintre de portraits.

## Biographie
Il peignait déjà des portraits à 14 ans.

## Œuvres
- Dresde, Gemäldegalerie alte Meiter, Portrait de femme âgée au turban violet, Inv. 3874. Provenance : en 1973, offert au musée par une famille écossaise "en souvenir du bombardement de Dresde en 1945", source, catalogue de l'exposition Gofried Schalcken eine Neuerwerbung, Dresde, Semperbau, 1996, n° 3, p. 19.

## Galerie d'images

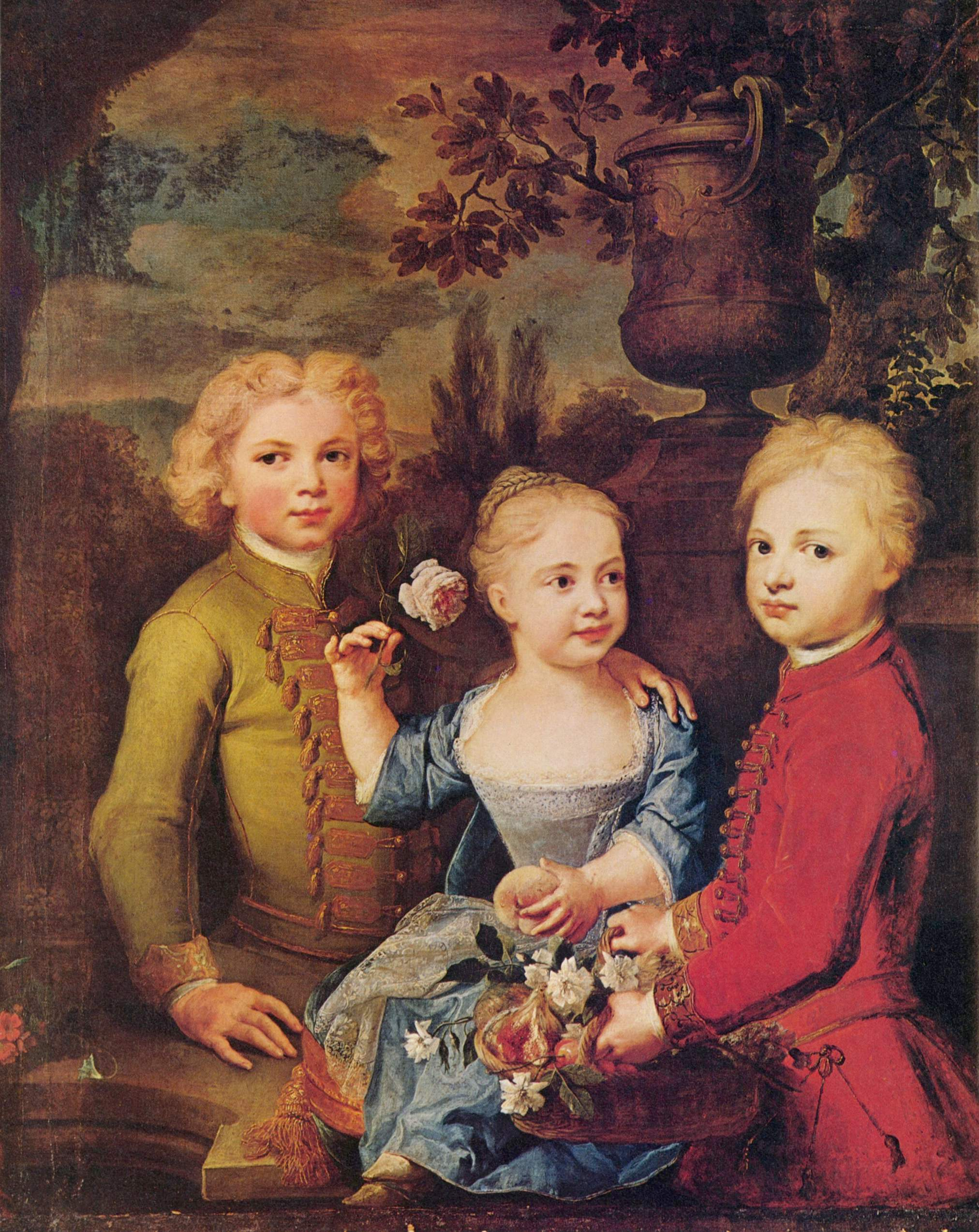
Portrait de trois enfants de Barthold Hinrich Brockes
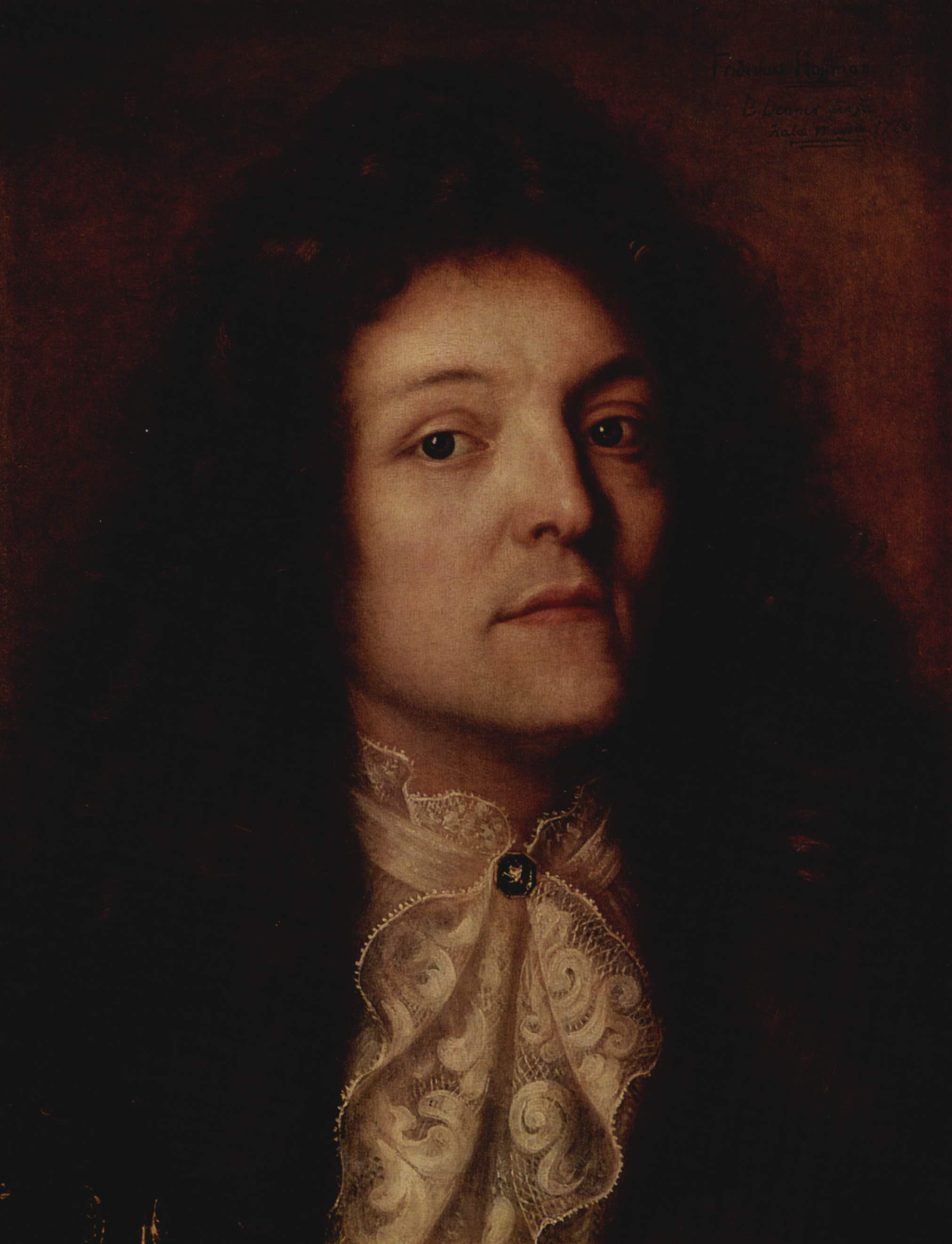
Portrait de Friedrich Hoffmann
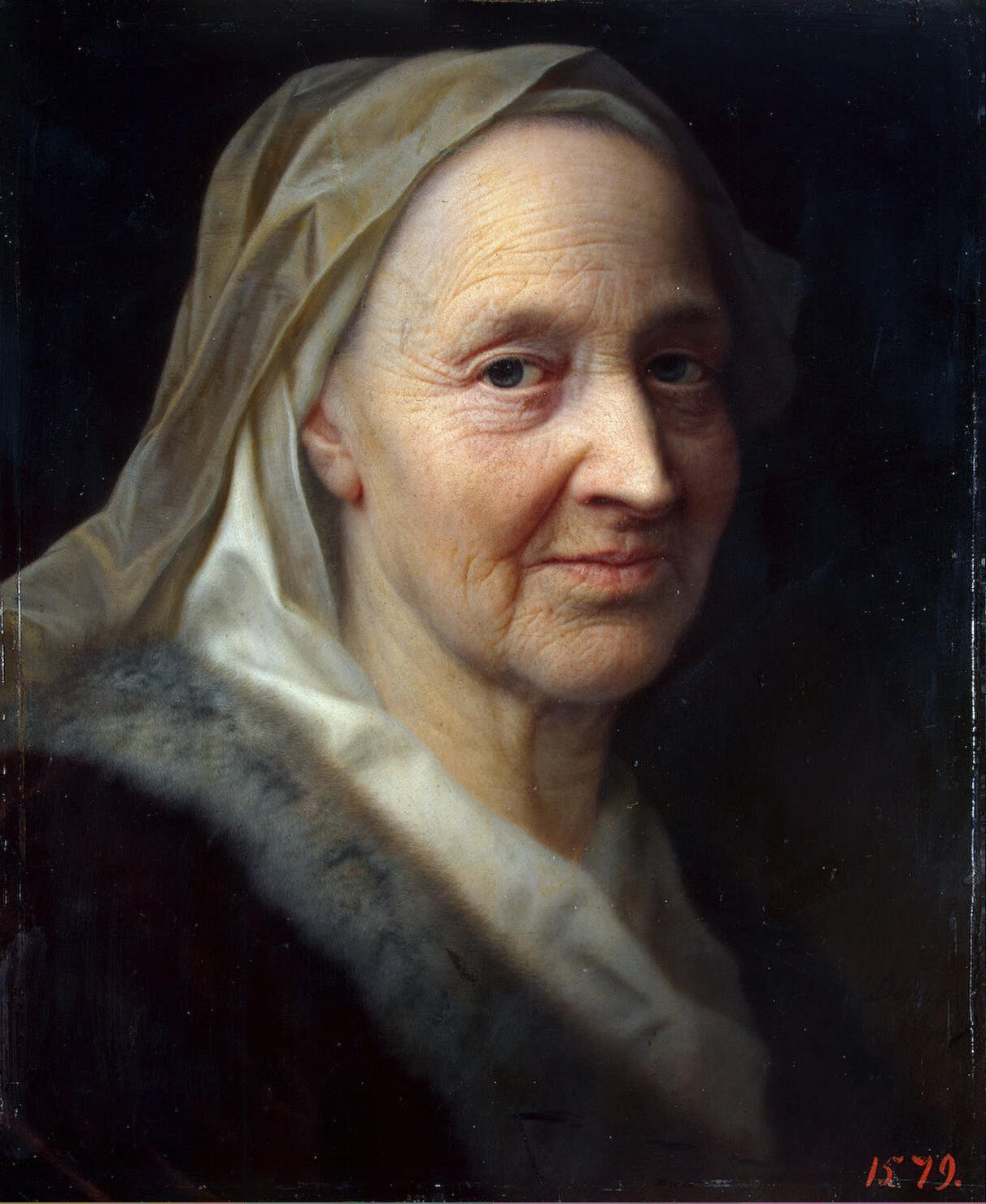
Portrait d'une vieille femme
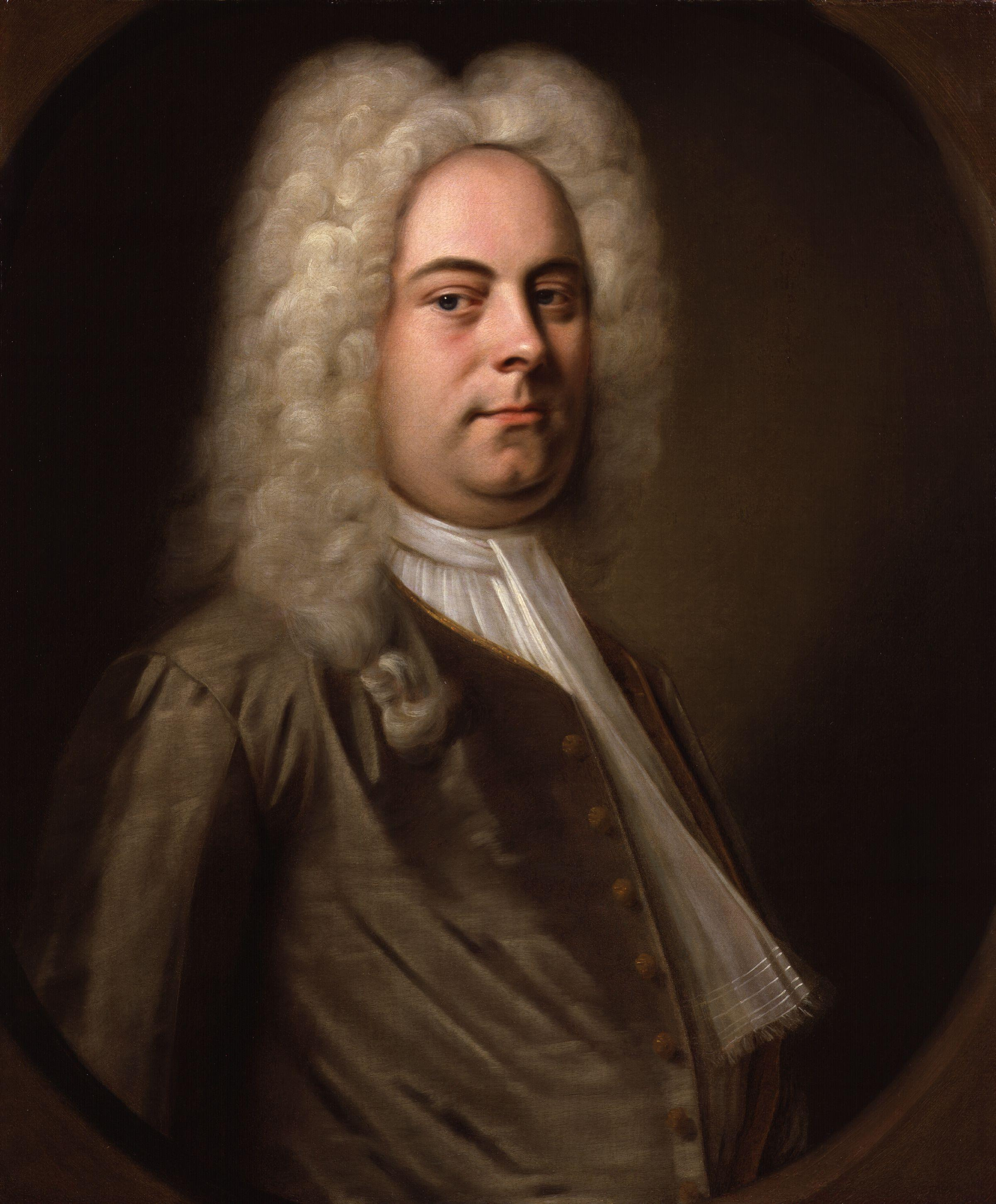
Haendel par Balthasar Denner (1727)